# Wittighausen
Wittighausen är en kommun och ort i Main-Tauber-Kreis i regionen Heilbronn-Franken i Regierungsbezirk Stuttgart i förbundslandet Baden-Württemberg i Tyskland. Kommunen bildades 1 september 1971 genom en sammanslagning av kommunerna Oberwittighausen och Unterwittighausen. Kommunerna Poppenhausen och Vilchband uppgick 1972.
Kommunen ingår i kommunalförbundet Grünsfeld tillsammans med staden Grünsfeld.